# U-658
Unterseeboot 658 foi um submarino alemão do Tipo VIIC, pertencente a Kriegsmarine que atuou durante a Segunda Guerra Mundial.
O U-658 esteve em operação entre os anos de 1941 e 1942, realizando neste período 2 patrulhas de guerra, nas quais danificou um e afundou outros 3 navios aliados, num total de 18,612 toneladas de arqueação.
Foi afundado próximo de Newfoundland no dia 30 de outubro de 1942  por cargas de profundidade lançadas por uma aeronave Hudson (RCAF Sqdn. 145/Y), causando a morte de todos os 48 tripulantes.

## Comandantes
| Comandante         | Data                                          |
| ------------------ | --------------------------------------------- |
| Kptlt. Hans Senkel | 5 de novembro de 1941 - 30 de outubro de 1942 |

## Subordinação
Durante o seu tempo de serviço, esteve subordinado às seguintes flotilhas:
| Período                                     | Flotilha                                  |
| ------------------------------------------- | ----------------------------------------- |
| 5 de novembro de 1941 - 31 de julho de 1942 | 8. Unterseebootsflottille (treinamento)   |
| 1 de agosto de 1942 - 30 de outubro de 1942 | 6. Unterseebootsflottille (serviço ativo) |

## Operações conjuntas de ataque
O U-658 participou das seguinte operações de ataque combinado durante a sua carreira:
- Rudeltaktik Panther (13 de outubro de 1942 - 20 de outubro de 1942)
- Rudeltaktik Veilchen (20 de outubro de 1942 - 30 de outubro de 1942)

## Coordenadas
1. ↑  em posição 50° 32' N 46° 32' O